# 林貴志
林 貴志（はやし たかし、1974年 - ）は、日本の経済学者、グラスゴー大学教授。専門はミクロ経済学、意思決定理論、社会選択、厚生経済学。

## 略歴
千葉県千葉市出身。1993年開成高校卒業、1996年京都大学経済学部中退、1998年大阪大学大学院経済学研究科修士課程修了、2004年ロチェスター大学でPh.D取得。テキサス大学オースティン校助教授を経て、グラスゴー大学アダム・スミス・ビジネス・スクール教授。

## 受賞歴
- 2019年　日本経済学会・中原賞[5]
- 2021年　日経・経済図書文化賞[6]

## 著書
- 『ミクロ経済学』ミネルヴァ書房、初版2009年、増補版2013年。
- 『マクロ経済学――動学的一般均衡理論入門』 (Minervaベイシック・エコノミクス)、ミネルヴァ書房、2012年。
- 『意思決定理論』 (数理経済学叢書)、知泉書館、2020年。